# سيريل جينتشامب
سيريل جينتشامب (بالفرنسية: Cyril Jeunechamp)‏ (مواليد 18 ديسمبر 1975 في نيم - فرنسا) لاعب كرة قدم فرنسي يلعب حاليا لصالح نادي الدرجة الأولى مونبيلييه الفرنسي منذ 2009 في مركز قلب الدفاع كما يجيد اللعب في مركز الوسط المدافع .

## روابط خارجية
- سيريل جينتشامب على موقع رابطة كرة القدم الفرنسية للمحترفين (الإنجليزية)
- سيريل جينتشامب على موقع قاعدة بيانات كرة القدم.إي يو (الإنجليزية)
- سيريل جينتشامب على موقع Soccerway.com (الإنجليزية)
- سيريل جينتشامب على موقع عالم كرة القدم.نت (الإنجليزية)